# Música de Colombia
La música en Colombia, como la mayor parte de las manifestaciones artísticas del país, está influenciada por elementos españoles, indígenas y africanos que formaron dicha nación. Este país tiene una gran diversidad musical, por lo que es conocido como el país de los mil ritmos, con más de 1025 ritmos.

## Géneros tradicionales
| Música de Colombia |           |          |
|                    |           |          |
| Cumbia             | Vallenato | Currulao |

Ejes musicales de Colombia.

Pueden dividirse en dos grandes tipos: música del interior y música de los litorales Atlántico y Pacífico. En la del interior hay dos grandes grupos: andina y llanera; la de los litorales se diferencia netamente entre atlántica y pacífica. En ambas vertientes se encuentran rasgos de la cultura española, africana y amerindia. En la música andina suelen predominar las cuerdas: guitarra, tiple y bandola, aunque se han agregado violín, flauta y otros; en la llanera, los instrumentos principales son el arpa llanera y el cuatro; en la música de los litorales predominan las percusiones. Según el Centro de Documentación Musical de la Biblioteca Nacional de Colombia existen 12 ejes musicales en Colombia aunque se han propuesto otros como el eje de valles interandinos del Pacífico. 
Entre los géneros de música andina sobresalen el bambuco, el pasillo, el torbellino, la guabina y el bunde, que tiene varias formas y hace de puente entre los ritmos andinos y los del Pacífico. Entre los géneros de música influenciada por otras corrientes grandes, caribeñas y anglosajonas,  principalmente.
La gran cantidad y diversidad de influencias han constituido a la música colombiana como una de las más ricas de la región, llevando en años recientes a la exportación de gran cantidad de artistas, reconocidos no solo a nivel latinoamericano sino de talla mundial, tales como: Shakira, Juanes, Carlos Vives, Joe Arroyo, Rafael Orozco Maestre, Morat, Sebastián Yatra, entre otros. En las músicas caribeñas se encuentran la cumbia, el mapalé, el bullerengue, el porro, el vallenato, y el calipso en el Archipiélago de San Andrés, Providencia y Santa Catalina.
Colombia es conocida como «el país de los mil ritmos» porque tiene más de 1025 ritmos folclóricos. Algunos de los principales son:
- Aguabajo: Baile y canto de la región del Baudó, en el Chocó. Canto propio de los bogas. El baile es una especie de juego trenzado entre hombres y mujeres.

- Bambuco: El aire musical más popular de la región Andina de Colombia, como también el ritmo nacional más representativo y es emblema nacional. Ejemplo: El Trapiche (Emilio Murillo), Antioqueñita (Pedro León Franco), Soy Colombiano (Rafael Godoy), La Guaneña (una canción del sur de Colombia, específicamente de la región de Nariño). Los instrumentos más usados son el tiple, la guitarra y la bandola.

- Bullerengue: Ritmo variante de la cumbia, de agitados ademanes, en el que las mujeres llevan el compás con la palma de las manos. Difiere de la cumbia por la coreografía.

- Bunde chocoano: Aire folclórico del Litoral Pacífico, de procedencia africana.

- Bunde tolimense: Mezcla de ritmos como la guabina, el torbellino y el bambuco. Ejemplo: Bunde Tolimense (Alberto Castilla), El Republicano (Luis A. Calvo), etc.

- Calipso: Música típica del Archipiélago de San Andrés, Providencia y Santa Catalina.

- Chandé: es un aire musical folclórico originario de la Costa Atlántica Colombiana. Es un ritmo alegre y fiestero que hace parte de la idiosincrasia costeña y de los carnavales. Proviene de la fusión de ritmos indígenas con la música negra africana y se ejecuta de manera tradicional con una tambora, un tambor alegre, un tambor llamador, flautas de millo o gaitas. Al ser interpretado por una orquesta, la tambora sería reemplazada por un timbal (paila) o una batería, y los otros tambores por congas. es un aire musical folclórico originario de la Costa Atlántica Colombiana. El chandé es un baile de cortejo y no importa la manera del cortejo si no la forma en la que se demuestra. Ej:  Te Olvide del Maestro Antonio María Peñaloza Cervantes, uno de los grandes folcloristas colombianos, a él se le debe este ritmo.

- Contradanza: Baile muy popular al sur de la Costa Pacífica. Tiene gran acogida en los montajes de danzas típicas por su vistosidad y elegancia plástica.

- Cumbia: aire folclórico más representativo del Litoral Atlántico de origen indígena y africano, ritmo de gran riqueza expresiva, las mujeres lo bailan con velas en la mano. Tiene variaciones según la región. Se baila en Barranquilla, Mompós, El Banco, Ciénaga, San Jacinto, Soledad, Sincelejo y Sampués. Ejemplo: Cumbia Cienaguera (Luis E. Martínez), El Alegre Pescador (José Barros P.), La Piragua (José Barros), Navidad Negra (José Barros), etc.

- Currulao: Es el ritmo más destacado del Litoral Pacífico. Posee danza y canto con instrumental típico correspondiente, como: El Cununo, El Guasá y La Marimba. Ejemplo: Los Cununos (N. Lambuley), Mi Buenaventura (Petronio Álvares), Tormenta (Begner Vásquez Angulo), etc.

- Chichamaya: Danza aborigen de la Guajira. Se manifiesta en las ceremonias o ritmos de iniciación a la pubertad. Danza de gran destreza y resistencia física, que se desarrolla en forma de pugilato y entraña un significado especial del matriarcado guajiro.

- Danza: Baile del folclor Andino. Se relaciona la danza como una transformación de la contradanza europea y la habanera cubana. Ejemplo: Negrita (Luis Dueñas Perilla), etc.

- Galerón: El baile y canto más antiguo del folclor de los Llanos Orientales. Su ritmo de gran utilidad en las labores de Vaquería y de frecuente interpretación en las fiestas llaneras. Ejemplo: El Galerón Llanero (Alejandro Wills), etc.

- Guaracha: La guaracha es un género de canción bailable, en tiempo rápido y texto cómico o picaresco

- Guabina: Aire musical de los departamentos de Santander, Cundinamarca, Boyacá, Tolima y Huila. Canto propio de las montañas, en que el grito, la cadencia y los calderones son características principales. Se destaca el festival Nacional de la Guabina en Vélez (Santander) como una de las fiestas más populares y auténticas de Colombia. Ejemplo: Guabina Santandereana (Lelio Olarte), Guabina Chiquinquireña (Alberto Urdaneta), Guabina Huilense (Carlos E. Cortés), Los Guaduales (Jorge Villamil C.), etc.

- Joropo: El llanero colombo-venezolano llama joropo a las reuniones o fiestas donde se canta, baila y toca el arpa, el cuatro, las maracas o instrumentos típicos de la región. En el joropo las parejas bailan zapateando y cogidas. El canto son mensajes que expresan los valores propios de la raza llanera. Ejemplo: A sus horas, Ay, sí, sí (Luis Ariel Rey), Carmentea (Miguel A. Martín), etc.

- Mapalé: Danza de origen africano que se baila en la Costa Atlántica y a las orillas del río Magdalena, de ritmo rápido, con palmoteo constante de los participantes y de marcada tendencia lúbrica.

- Merengue: Popularmente en el Departamento del Magdalena, se toca con acordeón, tambor, maracas, y guacharaca.

- Merecumbé: Creado por Pacho Galán, este ritmo musical es la mezcla del merengue colombiano y la cumbia del departamento del Atlántico, del nombre "merecumbé"; su tema más representativo es "Cosita Linda", grabado en 1954 y consolidado en 1955, esta pegajosa obra musical cuenta con más de 400 versiones en el mundo.

- Pasaje: Joropo lento y cadencioso en el que los textos o letras son de carácter descriptivo, amoroso o lírico. Ejemplo: Ay! Mi llanura (Arnulfo Briceño), Luna Roja (Jorge Villamil C.), etc.

- Pasillo: Aire musical del folclor andino derivado del vals. A principios del siglo XX se convirtió en el ritmo de moda de los compositores colombianos. Son muy famosos los pasillos: La Gata Golosa, Vino Tinto, Esperanza, Espumas, Chaflan, etc.

- Porro: Ritmo más rápido que la cumbia. De ritmo monótono pero alegre. El porro antiguo se tocaba con instrumentos indígenas. El porro moderno es ejecutado con “bandas papayeras”, comúnmente con el uso del clarinete.

- Pregón: Canto popular del Litoral Pacífico, utilizado como mensaje o anuncio de mercancías en las ventas callejeras. Tiene una base melódica que acompaña un texto breve.

- Rajaleñas: Coplas picarescas de los Departamentos del Tolima y Huila, en las cuales los copleros expresan sus sentimientos amorosos, su manera de vivir, sus problemas y ambiciones. Las coplas son interpretadas con flauta, tiple, tambora y carangano.

- Sanjuanero: Aire folclórico del “Tolima Grande”. Mezcla de Bambuco y Joropo, de ritmo agitado e interpretado con especial alegría en las fiestas de San Juan y San Pedro.

- Seis: Variedad musical del joropo. Algunos nombres del seis: Seis por derecho, el Seis por numeración, el Seis figurado y el Seis corrido.

- Torbellino: Danza y canto representativo de los departamentos de Boyacá, Cundinamarca y Santander. Ritmo usado en las romerías, bailes, fiestas patronales, viajes y correrías. Con la melodía los campesinos expresan en forma sencilla sus sentimientos religiosos, sus amores, como también la descripción del paisaje. Ejemplo: Del otro lado del río (Milciades Garavito), Tiplecito de mi vida (Alejandro Wills), Viva la fiesta (Luis María Carvajal), etc.

- Vallenato: Aire musical originario de Valledupar. El vallenato reúne al paseo, el son y la puya. Es importante el carácter narrativo de los cantos de amor o descripciones de personas. Su interpretación con acordeón (instrumento importado), caja y guacharaca, (instrumentos autóctonos).

- Carranga: La carranga, música carranguera o música campesina, es un género de música folclórica surgida en la región andina colombiana, más exactamente en el departamento de Boyacá en los años 70, de mano del compositor Jorge Velosa y los Carrangueros de Ráquira. En la ejecución de la música carranguera se utiliza la guitarra, el tiple, requinto-tiple, la guacharaca y la voz.

- Música Popular Colombiana Aunque Proviene de ritmos como la Rancheras, Corridos y Huapangos es un género musical colombiano del Eje cafetero, Antioquia y Cundinamarca, anteriormente era conocida como música guasca o carrilera.

## Géneros apropiados
También hay géneros de música antigua popular que son los dos más grandes de Colombia: la cumbia y el Mapalé 
Si bien son originarios de otros países, varios géneros latinoamericanos se han afianzado en Colombia, convirtiéndose bien en parte del folclore tradicional de algunas regiones de Colombia, o bien permitiendo que artistas colombianos sobresalgan en la interpretación de estos ritmos.
Entre estos géneros apropiados se encuentran el bolero, la ranchera, el tango, la balada y la salsa.
En Medellín se observa un interesante escenario de apropiación de varios ritmos extranjeros, por ejemplo la cultura argentina, por medio del tango, desde la muerte en aquella ciudad de Carlos Gardel, conocido como "el zorzal criollo" en un accidente aéreo.  El Barrio Manrique, y en especial la calle 45, con su Casa Museo Gardeliana, ofrece a los visitantes la posibilidad de deleitarse con discos, obras y recuerdos de los más grandes exponentes de este género musical.  Entre el ciudadano de a pie de Medellín, existe la costumbre jocosa de decir: "No se sabe de dónde es Gardel, unos dicen que de Francia, otros de Uruguay y algunos de Argentina, lo cierto es que sí se sabe dónde pasó a la eternidad, dónde se hizo leyenda, en Medellín", luego llegó el auge del rock, iniciando con bandas como Kraken y Ekhymosis. ".

## Influencias recientes

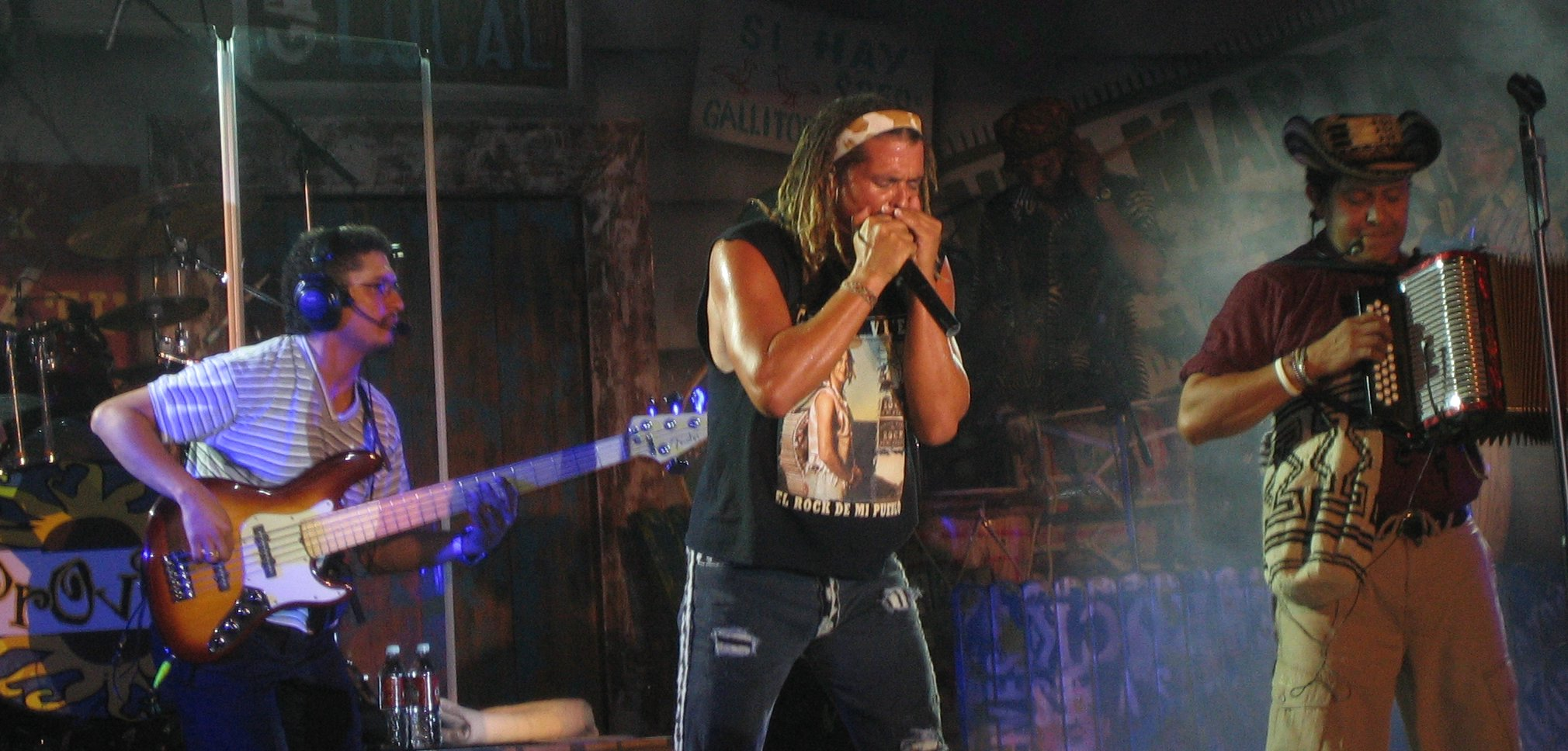
Carlos Vives.

Si bien El Club del Clan fue un programa colombiano de radio que después pasó a la televisión y que se dedicaba a impulsar nuevas estrellas de la canción, el programa tomó su nombre de un espacio de la televisión argentina con idéntica función.
El Club del Clan empezó en 1966 como espacio radial en Radio Todelar. Gracias al cual surgieron figuras como Mariluz, Vicky, Óscar Golden, Harold, Jairo Alberto Bocanegra Colombia y Esperanza Acevedo. El director del programa era Guillermo Hinestroza, quien también le abrió la puerta a otras voces como Claudia de Colombia (Gladys Caldas) y Emilse. Este grupo de artistas hacían parte de lo que se conoció como la generación ye-yé. El programa de televisión era simplemente el complemento al programa radial ya que conservaba el formato de nuevas figuras y estas se intercambiaban saliendo en ambos medios. Se mantuvo hasta 1969 emitiéndose cuatro veces a la semana presentado por hermano Eduardo Sarmiento y Álvaro Sarmiento. En el programa televisivo se presentaban figuras como Los Flippers, The Speakers, Lyda Zamora, Harold y Billy Pontoni (Guillermo García) junto a los que habían surgido del programa radial.
Finalizado el programa y la onda ye-yé, los artistas que habían nacido a raíz del El Club del Clan se disgregaron y comenzaron carreras independientes. Muchos de ellos se inclinaron principalmente por un nuevo movimiento llegado de Europa, principalmente de España e Italia llamado la balada romántica y tal vez fue allí en donde algunos como Claudia de Colombia encontraron su máxima fama. Otros como Jairo Alberto Bocanegra grabaron con la CBS o como es el caso de Los Speakers se redirigieron hacia el rock que era una corriente musical menos influyente en el panorama nacional.
Hay un movimiento contracultural fuerte, con géneros contestatarios como el punk, que en Colombia ha sido bastante influenciado por el punk obrero español y argentino principalmente.  También hay una importante ola de bandas que siguen la línea y el estilo de los Rolling Stones (rolingas), creando un verdadero escenario urbano de recitales y pintadas, costumbres todas muy marcadas en la juventud sudamericana.
Algunas músicas tradicionales como el vallenato, han sufrido en los últimos años un sincretismo con otros ritmos más modernos. Un exponente de esta tendencia es el reconocido artista Carlos Vives, que mezcla elementos del rock y el pop con el vallenato tradicional de la costa Caribe colombiana.
Colombia no ha sido ajena a la difusión del rock and roll y la música pop. 

### Rock colombiano
Desde los años sesenta se gestó un movimiento musical inspirado en el rock británico y estadounidense, además de la música ibérica, llamado La Nueva ola aunque antes de la nueva ola, Los Danger Twist, Los Daro Boys y Los daro Jets grabaron en discos Daro.
Ya en la los años 1960 destacan The Speakers, Los Flippers, Los Ampex, The Young Beats, The Beatniks, The Walflower Complextion o Los Streaks. En Medellín destacaron agrupaciones como Los Yetis y solistas como Harold.
Durante los años 1970 cabe nombrar a bandas como Ship de chocolate, Silver Thunder, y Génesis de Colombia, creada por Humberto Monroy y la Banda Nueva (proveniente de Bogotá). También el «paisa» Lukas, con un mensaje evangélico en folk-rock, produjo esporádicamente varios discos entre los años setenta y noventa.
En los años 1980 cuando por fin las disqueras y las emisoras miran tímidamente a los nuevos grupos. Los más reconocidos de este boom del rock en español en Colombia fueron Compañía Ilimitada, Pasaporte, Ekhymosis (cuyo vocalista era el ahora cantante de pop Juanes), Aterciopelados, Kraken, 1280 Almas, Darkness y La Pestilencia (el máximo representante del punk en su tiempo). A nivel underground se destacaron grupos de culto como Las Asquerosas Morcillas Rodantes cuya música circuló en casetes piratas por la escena bogotana. Para 1990 nació Poligamia (banda), cuyo vocalista es el hoy cantante Andrés Cepeda (cantante).
Ya en la última década del siglo XX maduraron proyectos que desde hacía un par de años comenzaban a dar sus frutos. Aquí aparecen bandas con una gran acogida del público como La Derecha.
La cultura de los recitales multitudinarios es muy notable en Colombia.  Hay verdaderas bandas de culto que son seguidas por todo el país por sus fanes, acompañados de trapos y banderas.
Gracias a este movimiento, que se esparció por toda Bogotá y por las principales ciudades del país, se dio inicio en 1995 al Festival Rock al Parque, que tenía como fin impulsar toda esta serie de bandas a otras latitudes.
Uno de los hechos importantes de los últimos años es la popularidad del punk (representado actualmente por bandas como IRA y Nadie), que ha abierto el camino al neo-punk, que practican bandas como Pornomotora, Popcorn, El Sie7e, AltoasaltO o Tr3s de Corazón.
En años recientes surgen otras formas de rock alternativo, como el de bandas como The Hall Effect, Proper Strangers, Don Tetto, Donna joe Radio y The Mills.
Los tres principales centros de la contracultura en Colombia son Bogotá, Medellín y Cali, de donde son famosas sus bandas de metal, punk y ska, respectivamente.
Después de Rock al Parque, vale resaltar en Festival Internacional Altavoz en Medellín, que desde 2004 se realiza en la cancha de la Selección Antioquía (Estadio Cincuentenario) y que ha contado en tarima con bandas de la categoría de Bersuit, Exodus, Kreator o Jaguares, entre otras.
Rap Colombiano
En la década de los 80; cuando Colombia se enfrentaba a una importante crisis social, el cine y la música comenzaron a tocar las puertas en la idiosincrasia de los colombianos y entre toda esa almalgama de arte venía el Hip Hop. 
En sus inicios, el RAP fue influenciado con ritmos africanos y ahora venía a Colombia para revolucionar la cultura de los jóvenes de aquella época que querían también expresar y manifestar lo que eran. Sin embargo, en sus inicios no fue por medio del canto, sí por medio del breakdance, inspirados por la película Beat Street
Hoy en día el Break dance hace parte de Hip hop al parque junto con los otros elementos del Hip Hop. 
Para 1985 y 1986 ya los parques de diferentes barrios de Colombia estaban siendo alborotados por jóvenes, que investigaban e intercambiaban material gráfico y sonoro. Uno de los grupos más destacados de aquella época fue La Etnnia quienes crearon un sello [5-27] y desde el barrio [Las Cruces] grabaron el disco {Nocanicula}. 
Por supuesto otros grupos fueron parte de los inicios del movimiento, tales como {Gotas de  RAP}, {Crack family}, {Los Nandez}, {AlcolyrikoZ}, {Todo copas}, {Afaz natural}, { Presencia Verbal}, {Samurai},  {Realidad mental}, {Coffeling Prole}, {Tairona studios}, {Oscuro records}. 
Con el tiempo los jóvenes empezaron a percharse ancho y a reproducir los temas en reproductores de CD, walkman o mp3 mientras en la fría ciudad de Bogotá empezaban a sonar las latas de grafiti.

## Jazz colombiano
Al igual que sucede en otros países latinoamericanos, la música en Colombia, durante el siglo XX, ha tenido influencia del jazz y del latin jazz como Papà Bocò, pero también, ha habido una importante fusión del jazz con géneros autóctonos tales como el pasillo, el bambuco, la cumbia, el porro, etc.  Autores como Enrique Luis Muñoz Vélez, en su texto "Jazz en Colombia. Desde los alegres años 20 hasta nuestros días", destaca al jazz como un género que hace su incursión en el país desde la década de 1920, a través del contacto de músicos colombianos con músicos de otros lugares del mundo. Es así que, desde la década de 1920 van surgiendo orquestas de jazz en ciudades caribeñas como Barranquilla, Cartagena y Ciénaga, popularizando un género que, al poco tiempo, va a llegar a ciudades del interior, como Bogotá, Cali y Medellín.  A partir de esta época el jazz, en el país, se difundiría a través de medios como la radio, el cine y los clubes sociales. Grupos musicales como Monsieur Periné que han fusionado el jazz y el swing con percusiones típicas del país o fatsO que combina además elementos del blues y soul junto con su puesta musical.
Cabe destacar que en Colombia, en la actualidad, se realizan distintos festivales de jazz. Entre ellos está el festival de Jazz al Parque, evento de carácter gratuito que se realiza en Bogotá desde 1996. También se tienen festivales que reúnen músicos y exponentes del jazz colombiano e internacional, tales como el Festival de Jazz del Teatro Libre de Bogotá (El más antiguo del país), el Festival de Barranquijazz en Barranquilla, el Festival Ajazzgo en Cali, el Festival Medellín de Jazz y músicas del mundo, Pasto Jazz. Desde 2010 se viene realizando el Festival Voces del Jazz, en la ciudad de Cartagena, un concurso de alto nivel, donde agrupaciones del continente compiten durante 4 días.

## Música clásica
La música clásica se ha convertido en un fenómeno en continua expansión en Colombia. Bogotá cuenta con su Orquesta Filarmónica (acreedora del premio Grammy Latino 2008) y el grupo musical juvenil Batuta. Medellín cuenta con el programa "red de escuelas de música de Medellín" donde se le brinda la posibilidad a niños y jóvenes de formar parte del mundo de la música clásica. Además cuenta con la Orquesta Filarmónica de Medellín y la orquesta La Sinfónica de Eafit.
El país ha dado algunos nombres importantes: en la interpretación lírica, sobresalen Valeriano Lanchas y Martha Senn.
En el área pianística destacan figuras como Blanca Uribe, Teresita Gómez, Pilar Leyva Durán, entre otros.
También cabe mencionar a compositores notables como:
- Juan de Herrera y Chumacero (1665-1738)
- Pedro Morales Pino (1863-1926)
- Guillermo Uribe Holguín (1880-1971)
- Luis Antonio Calvo (1882-1945)
- Jesús Bermúdez Silva (1884-1979)
- Antonio María Valencia (1902-1952)
- Roberto Pineda Duque (1910-1977)
- Maruja Hinestroza de Rosero (1914-2002)
- Fabio González-Zuleta (1920)
- Luis Carlos Figueroa Sierra (1923)
- Jacqueline Nova (1935-1975)
- Blas Emilio Atehortúa (1943)
- Francisco Zumaqué (1945)
- Adolfo Mejía Navarro (1905-1973)
- Mauricio Nasi (1949)